# Registros de la Guerra de Irak
Los registros de la Guerra de Irak (minuta de la guerra de Irak, filtración de documentos de la guerra de Irak, en inglés: Iraq War logs o Iraq War documents leak) son una colección de 391.832 reportes de campo del Ejército de los Estados Unidos -que cubren desde 1 de enero de 2004 al 31 de diciembre de 2009- durante la Guerra de Irak. La Invasión de Irak tuvo lugar entre el 20 de marzo y el 1 de mayo de 2003; la guerra de Irak se dio por finalizada el 19 de agosto de 2010 con la retirada de las últimas tropas de combate estadounidenses.
La filtración se llevó a cabo el 22 de octubre de 2010 en el portal de Internet WikiLeaks en coordinación con varios medios de comunicación internacionales que disponían previamente de la documentación militar (estadounidense y británica). Los archivos registran 66.081 muertes de civiles de un total de 109.000 muertes. Es la mayor filtración de documentos en la historia de los Estados Unidos, sobrepasando la filtración de documentos de la guerra de Afganistán publicados en julio de 2010.
El fundador de WikiLeaks, Julian Assange, señaló que los registros del Pentágono han sido hechos públicos en un intento de mostrar todos los datos de la guerra de Irak, haciendo referencia al adagio de que "la primera víctima de la guerra es la verdad" (atribuido a Esquilo). Assange dijo que la organización esperaba corregir el ataque a la verdad que ocurrió antes de la invasión, durante la invasión y después de ella, que ha continuado desde que la misma concluyó oficialmente.
Los archivos filtrados quedaron disponibles a través de la red de intercambio de archivos mundialmente BitTorrent.

## Contenido de los documentos
Las minutas contienen numerosos reportes de eventos previamente desconocidos o sin confirmación que tuvieron lugar durante la invasión.

### 109.000 muertos, 66.081 civiles
- De acuerdo con la organización Iraq Body Count (Contador de muertos en la Guerra de Iraq), las minutas muestran que hubo alrededor de 15.000 muertes de civiles más de lo que se había admitido previamente por el gobierno estadounidense. 66.081 civiles fueron reportados muertos en dichas minutas de un total de 109.000.[9][10]

### Crímenes de guerra y violación de las leyes internacionales
- De acuerdo con el periódico británico The Guardian, las minutas detallan tortura por parte de la policía iraquí, resumen de ejecuciones y crímenes de guerra. Los oficiales estadounidenses ignoraron la tortura y la coalición tenía una política formal de ignorar tales alegaciones.[11] The Guardian también ha revelado manuales de interrogatorio que violan la legislación internacional como parte de la documentación del Ejército Británico.[12][13]

### Conocimiento de los abusos
- De acuerdo con Wired Magazine, el abuso a prisioneros por tropas iraquíes bajo el entrenamiento de tropas estadounidenses era más común de lo que se creía. Aún después de que el incidente de Abu Ghraib saliera a la luz pública en 2004, el abuso a prisioneros o detenidos por las fuerzas iraquíes era común y raramente se actuaba sobre los mismos. En un caso registrado las tropas estadounidenses escribieron "ninguna investigación es necesaria" en respuesta a las quejas de abuso de los prisioneros.[9]

### Órdenes expresas para cometer crímenes
- Según la Oficina de Periodismo Investigativo, un reporte muestra que "el ejército americano dio luz verde a un helicóptero Apache para que disparara contra insurgentes iraquíes que buscaban entregarse".[14]

### Constancia de la implicación de Irán
- Según Wired Magazine, los documentos filtrados por WikiLeaks indican que Irán fue uno de los mayores combatientes en la invasión a Irak mientras entrenaba con sus fuerzas de élite, tales como Fuerza Quds a los insurgentes chiitas e importaba armas mortales tales como el proyectil de formación explosiva con el fin de ser utilizado contra civiles Suníes y tropas americanas.[9][1]

### Enfrentamientos del Ejército Español el 4 de abril de 2004
- Los informes militares filtrados por WikiLeaks reflejan la crudeza de la batalla del 4 de abril en Nayaf, el mayor enfrentamiento de los militares españoles contra la milicia chií. La noche del 3 de abril se produjo la detención  de Mustafá al Yaqubi, lugarteniente de clérigo chií Muqtada al-Sadr por parte de las fuerzas de la coalición internacional, lo que provocó una serie de ataques. El arresto, del que los mandos españoles no fueron informados, desencadenó el mayor desencuentro con el Ejército estadounidense, cuando ya se conocía que el recién elegido presidente José Luis Rodríguez Zapatero se disponía a cumplir el compromiso electoral de retirar las tropas españolas de Irak que habían sido enviadas durante el gobierno de José María Aznar dentro de los acuerdos del Trío de las Azores. Los españoles sufrieron dos heridos, pero a partir de ahí y hasta la retirada completa, el 21 de mayo de 2004, el ejército español tuvo que hacer frente a una situación de guerra real en vez de la definición de "misión de paz" para la que teóricamente se había enviado.[15][16]

## Publicación en WikiLeaks coordinada con medios de comunicación
De manera similar a la filtración de los Diarios de la guerra de Afganistán la consulta de la filtración se hace a través de la página de WikiLeaks junto con algunos medios que han dispuesto con anterioridad de los diarios y que publican coordinadamente la información en las ediciones digitales y en papel de The Guardian y The New York Times, Le Monde, Der Spiegel, Al Jazeera y el Bureau of Investigative Journalism.
The Guardian informó que el 21 de octubre había recibido todos los documentos.  El 22 de octubre de 2010 Al Jazeera, adelantándose media hora al horario establecido, lanzó la filtración denominada Registros de la Guerra de Irak. Poco después de que el material de origen estuviera disponible en los medios indicados se colgó en la página WikiLeaks con funciones de búsquedas dada la cantidad de material filtrado.La BBC citando al Pentágono considera los Registros de la guerra de Irak "la mayor filtración de documentos clasificados de su historia.".
Según Julian Assange, los documentos publicados reflejan la verdad de la guerra de Irak: las autoridades estadounidenses dejaron sin investigar cientos de informes que denunciaban abusos, torturas, violaciones e incluso asesinatos perpetrados sistemáticamente por la Policía y el Ejército iraquí, aliados de las fuerzas internacionales que invadieron el país. Oficiales británicos y estadounidenses insistían hasta ahora en que no había registro oficial de las víctimas. Los informes, apoyados por evidencias médicas, describen la situación de prisioneros con los ojos vendados, maniatados, recibiendo golpes, latigazos y soportando descargas eléctricas. Todo ello en conocimiento de El Pentágono, de las autoridades militares y políticas de Estados Unidos y también de otras fuerzas internacionales que han participado en la guerra de Irak (básicamente Gran Bretaña junto con EE. UU.). Aunque no consta que los soldados estadounidenses perpetraran abusos, sí que utilizaron la amenaza de abusos por parte de las fuerzas iraquíes para obtener información de los detenidos.

## Reacciones ante la filtración deWikiLeaks
- 22/10/2010 - El secretario general de la OTAN , Anders Fogh Rasmussen dijo que tal filtración podría causar una situación desafortunada y que las mismas podrían tener un impacto negativo en la seguridad de las personas relacionadas. La secretaria de estado Hillary Clinton también condenó la filtración diciendo que "pone en peligro la vida de los Estados Unidos y sus compañeros de servicio civil".[25] Antes de la noticia de la filtración el Pentágono creó la Fuerza de Tarea de Revisión a la Información, la cual se compone de 120 personas lideradas por la Agencia de Inteligencia y defensa.[26]
- 23/10/2010 - El portavoz del Pentágono indicó que los reportes fueron considerados simples observaciones militares, pero sin embargo llamó a la publicación "una tragedia" por lo que Departamento de Defensa de los Estados Unidos requirió la devolución de dicha información.
- 23/10/2010 - Ministerio británico de la Defensa, condenó la publicación de los informes al considerar que pueden poner en "riesgo" la vida de las tropas.[27]

## Reacciones ante los contenidos deIraq War logs
- 23/10/2010 - El director de investigación de torturas de las Naciones Unidas (ONU), Manfred Nowak, ha reaccionado a los documentos haciendo un llamamiento a la administración del presidente de Estados Unidos, Barack Obama para que ordene una investigación completa en la tortura y muerte de inocentes:[7][28]

... si los archivos despachados por Wikileaks apuntan a claras violaciones de la Convención de las Naciones Unidas contra la tortura la administración de Obama tiene la obligación de investigarlas.

- 23/10/2010 - Nick Clegg, Vice primer ministro del Reino Unido, considera "extraordinariamente graves" las revelaciones de WikiLeaks.[27]
- 23/10/2010 - Human Rights Watch ha instado al Gobierno iraquí a investigar las "denuncias creíbles" de que sus fuerzas infligieron torturas y abusos sistemáticos a los detenidos.[27]
- 23/10/2010 - Amnistía Internacional ha instado a Barack Obama a investigar los delitos que a su juicio, revelan los documentos de El Pentágono publicados por WikiLeaks, y que apuntan a posibles violaciones de la Convención contra la tortura y otros tratos o penas crueles, inhumanos o degradantes de aprobada por la ONU en 1987.[27] En concreto señalan las acciones llevadas a cabo por las tropas estadounidenses al entregar prisioneros a las fuerzas iraquíes cuando se sabía que estos podrían ser sujetos a tortura.
- 23/10/2010 - La organización Iraq Body Count comentó, en relación con las revelaciones sobre los 15.000 civiles fallecidos por los registros que "es inaceptable que durante tantos años el gobierno estadounidense haya ocultado del público general detalles esenciales sobre fatalidades civiles en Irak". John Sloboda, de Iraq Body Count, explicó que la muerte de estas 15.000 personas:

...no es el producto de grandes bombardeos, sino de pequeños incidentes en los que han muerto una o dos personas en cada uno de ellos y que han ido ocurriendo casi cada día durante todo el periodo de la guerra". "Se trata de asesinatos premeditados, de disparos al azar desde vehículos, de ejecuciones, de matanzas en puestos de control. Esas son las pequeñas pero incesantes tragedias de esta guerra que estos documentos revelan con un detalle sin precedentes".

### Otras denuncias sobre Irak por Amnistía Internacional
Amnistía Internacional ha denunciado la situación en Irak en relación con las detenciones ilegales y las torturas, así, en su informe de 2010 Irak: Nuevo orden, idénticos abusos. Detenciones ilegales y tortura, denuncia las detenciones ilegales, la desaparición forzada y la tortura y otros malos tratos sufridos por miles de personas desde 2003 a manos de la Fuerza Multinacional liderada por Estados Unidos durante la guerra de Irak y de las autoridades iraquíes.